# Alchemilla subnivalis
Alchemilla subnivalis är en rosväxtart som beskrevs av E. G. Baker. Alchemilla subnivalis ingår i släktet daggkåpor, och familjen rosväxter.

## Underarter
Arten delas in i följande underarter:
- A. s. typica
- A. s. nana
- A. s. glabrescens
- A. s. perpusilla